# 広島市南区スポーツセンター
広島市南区スポーツセンター（ひろしましみなみくスポーツセンター）は、広島市南区にある複合型運動施設。

## 沿革
- 1980年5月1日 - 南区スポーツセンター開業。

## 諸室詳細
- 1階
  - トレーニング室・体力測定室・会議室・談話室・保健室・相談室・シャワー室・更衣室・事務室等
- 2階
  - 体育室：中体育室 37.7m × 29.65m
- 3階
  - 観覧席：288席（固定式）

### 別館
- 1階
  - 柔道場：18.1m × 18.9m 128畳
  - その他：更衣室・シャワー室等
- 2階
  - 剣道場：18.1m × 18.9m 128畳
  - その他：更衣室・シャワー室・会議室

## アクセス

### バス
- 広電バス「楠那町バス停」徒歩5分
  - 「広島駅」から仁保車庫行き（4号線）に乗車、「楠那町バス停」下車 徒歩5分
  - 「広島市役所前」から仁保車庫行き（7号線）に乗車、「楠那町バス停」下車 徒歩5分
  - 「八丁堀」から仁保沖町行き（12号線）に乗車、「仁保沖町バス停」下車 徒歩10分